# NGC 6721
NGC 6721 é uma galáxia elíptica (E) localizada na direcção da constelação de Pavo. Possui uma declinação de -57° 45' 34" e uma ascensão recta de 19 horas, 00 minutos e 50,9 segundos.
A galáxia NGC 6721 foi descoberta em 12 de Julho de 1834 por John Herschel.